# پروانه‌ماهی بیضی
پروانه‌ماهی بیضی (نام علمی: Chaetodon lunulatus) نام یک گونه از تیره پروانه‌ماهی است.